# Boris Sandjo
Boris Sandjo (22 mei 1987) is een voetballer uit de Centraal-Afrikaanse Republiek. Hij speelde tussen 2007 en 2008 als aanvaller voor het Maltese Birkirkara FC en speelde daarna voor diverse clubs in Afrika. In 2003 debuteerde hij in het Centraal-Afrikaans voetbalelftal.

## Carrière
Sandjo begon zijn carrière in zijn thuisland, waar hij enkele seizoenen speelde op het hoogste competitieniveau. In 2004 versierde hij een transfer naar het buitenland; hij ging bij Sogéa FC (Gabon) spelen. Hij verbleef er één seizoen, waarna hij terugkeerde naar de Centraal-Afrikaanse Republiek. In 2007 verruilde hij het Afrikaanse continent voor Europa, waar hij uitkwam voor de Maltese club Birkirkara FC.